# 丁肇中
丁肇中（英語：Samuel C. C. Ting，1936年1月27日—），男，祖籍中国山东日照，生於美國密歇根州安娜堡，美籍華裔實驗物理学家，中央研究院、美国科学院院士及中國科學院外籍院士，現任美国麻省理工学院教授，曾获得1976年诺贝尔物理学奖。他曾發現一種新的次原子粒子，並把那種新粒子命名為“J粒子”。

## 生平

### 入學之前
1936年，丁肇中出生在美国密歇根州的安娜堡，他的父母原本希望他出生在中國，不過當他父母在美國進行學術訪問的時候，他提早出生了，因為這個小意外，丁肇中具有了美國公民的身分。在出生的两个月后，丁肇中随父母回國。由于中华民国正與日本交戰，丁肇中的童年直到他12歲之前都未接受傳統教育，而主要由他的父母在家里教育他。

### 求學階段
1947年至1948年间，曾在南京市南昌路小学就读。1949年，因為國共內戰，丁肇中全家輾轉遷入臺灣，進入竹南國小就讀，小學畢業於台中市大同國小。當年後來考入了臺北市立成功中學初中部。隔年转入臺北市立建国中学初中部，1952至1954年就讀高中部。初中時，他在數理領域已有卓越表現。高中畢業徵試時，被保送進入臺灣省立工學院（今國立成功大學），但丁肇中放棄保送，參加聯考。後來參加聯考失利，又考進台灣省立工學院机械工程系。入學未久，於1956年9月，丁肇中旋以志趣不合為理由辦理休學迅速離開省工學院，隨後進入美國密西根大學，才算正式進入高等教育學府修習工程學、數學和物理學。1959年，获得数學和物理學學士學位。1962年获得物理博士学位。並在求學過程中，認識了凯伊·库尼（Kay Kuhne）。

### 畢業之後
畢業後，他立志要從事研究工作，於是選擇了在瑞士日內瓦歐洲核子研究中心一份薪金較低的工作。一年後到哥倫比亞大學物理系擔任講師，1967年起轉到麻省理工學院擔任教授。他研究的方向主要是高能實驗粒子物理學，包括量子電動力學（quantum electrodynamics）、電弱統一理論（Electroweak theory）、量子色動力學 （quantum chromodynamics）的研究。 
1966年開始，丁肇中領導的實驗小組進行了一連串關於量子電動力學和矢量介子（vector meson）的實驗工作，不但加深了人類對矢量介子的認識，還證實了量子電動力學的正確性。1972-74年，小組在美國布魯海文國家實驗室進行實驗，發現了第四種夸克。1979年他與中科院高能所唐孝威等科學家合作，發現用來傳播夸克之間的力的膠子（gluon）。 
1974年，丁肇中與美国加州史丹福大學教授伯顿·里克特几乎同时各自发现新的複合粒子－J/ψ介子。1976年，兩位教授因此获得诺贝尔物理学奖及美國政府的勞倫斯獎。他是首位用中文在颁奖典礼发表演讲的科學家。他在演讲中强调实验和理论工作同样重要。
阿尔法磁谱仪（Alpha Magnetic Spectrometer，又译反物质太空磁谱仪，简称AMS）是一个安装于国际空间站上的粒子物理试验设备，由丁肇中博士于1995年首次倡导开始。目前計畫由CERN等機構合作進行。

### 職位與榮譽
丁肇中为美國物理學會、意大利物理學會、歐洲物理學會會員，中央研究院外籍院士，巴基斯坦科學院院士以及俄羅斯科學院院士。並且獲得密西根大學、香港中文大學、哥倫比亞大學、莫斯科國立大學、波隆那大學、中國科學技術大學、香港浸會大學等校的名譽博士，並為上海交通大學的名譽教授。此外他也是中国科学院高能物理研究所学术委员会委员，复旦大学资深校董以及荣誉教授，曲阜师范大学名誉校长以及山東日照职业技术学院的名譽院長与山东省外国语职业技术大学名誉校长，以及前身為臺灣省立工學院的國立成功大學傑出校友。

## J粒子的命名
曾經流傳一種說法，因為他自己中文姓氏“丁”和英文字母“J”形似，所以命名為J粒子，其實這是一個誤會。
真正的意思“J”在量子力學上代表電流、光，而J粒子和光、電有密切的關係，所以就命名為J粒子。

## 家庭
丁肇中的父亲丁观海早年求学于光华大学（今华东师范大学）和交通大学，因國共內戰，隨中華民國政府遷入台灣，担任國立臺灣大學工程学教授。母亲王雋英是心理学教授。
丁肇中是家中长子，有一弟一妹，分別取名为丁肇华及丁肇民，全家皆擁有中華民國國籍。丁肇中接受中国中央电视台主持人曲向東采访时，在被問到如果有第四個兄弟姊妹，是否取名為「丁肇族」時，他爽快說：「不，叫丁肇國，因為沒有這個國，所以就到台灣去了！」取名「中華民國」是要紀念為中華民國起義而殉國的外祖父王以成。
丁肇中和他的第一位妻子凯伊·库尼（Kay Kuhne）于1960年结婚，并有二个女儿：珍妮（Jeanne）和艾美（Amy）。1985年他与苏珊·卡洛·马克思（Susan Carol Marks）博士结婚，1986年生下儿子克里斯多福（Christopher）。

## 祖居與舊居

### 山東

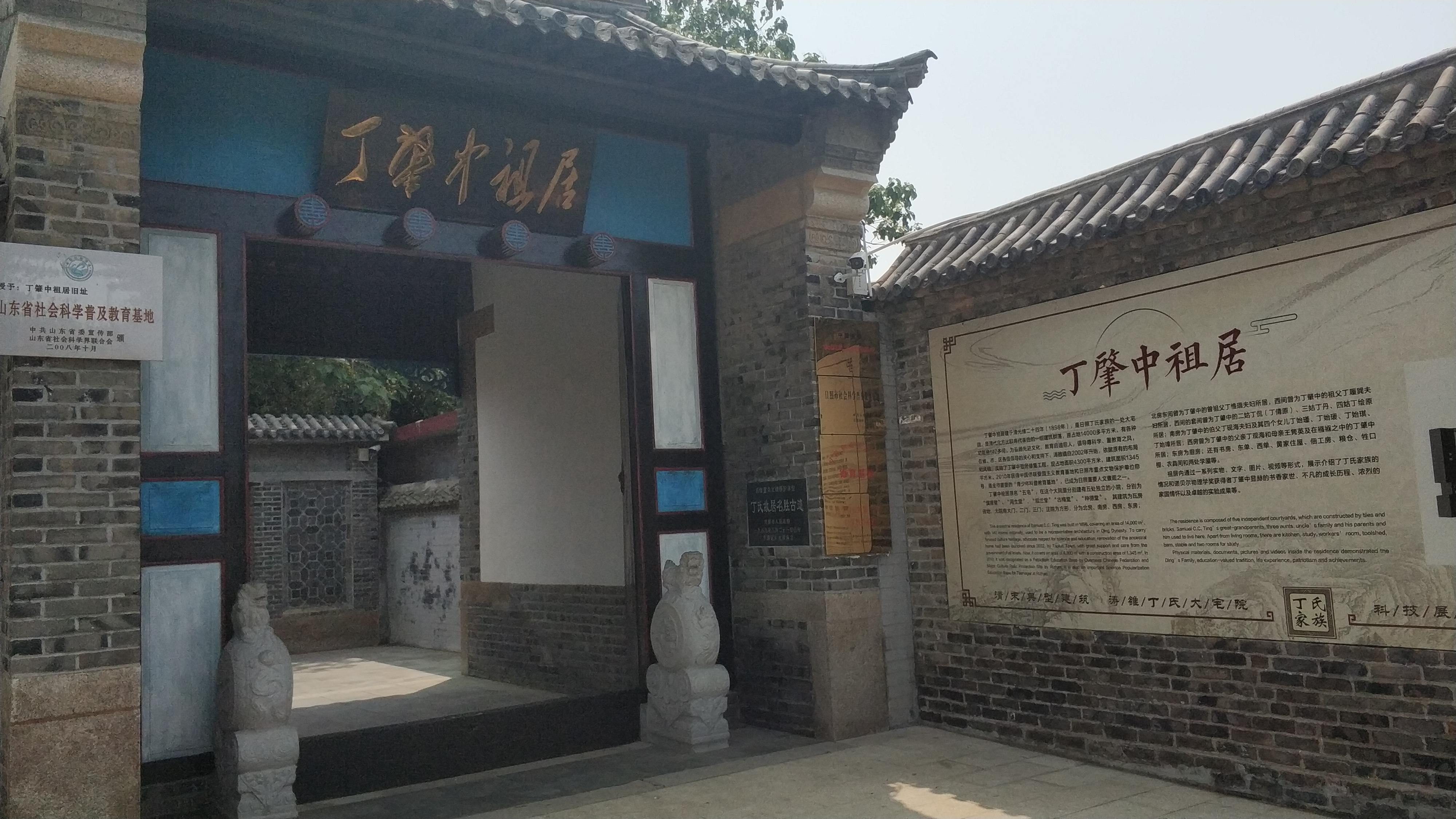
位于山东省日照市的丁肇中祖居

丁肇中在山東日照的祖居“五宅”由曾祖父丁惟堦，于清光绪二十四年（公元1898年）所建，分别由“种德堂”、“古梅轩”、“花山天井”……等五个庭院组成，有各种不同类型的功能房140间，建筑面积，原为1,818平方米，总占地约14,000多平方米，为清代北方具有代表性的一组建筑群落，2009年12月15日由日照市立為市級文物保護單位。目前並設有丁肇中科技展览馆。

### 台灣
丁肇中在台灣的舊居（臺北市大安區泰順街33巷4號））已依《文化資產保護法》被臺北市政府指定為歷史建築，名稱為「國立臺灣大學日式宿舍－丁觀海、丁肇中寓所」，為丁肇中青少年時期與其父臺大教授丁觀海在台灣住處。

## 名言
- “我不會反對和他們（理論物理學家）吃中國飯，但是沒有興趣跟隨他們的理論做實驗。”[14]

### 引用
1. ↑  I was born on 27 January 1936 in Ann Arbor, Michigan, the first of three children of Kuan Hai Ting, a professor of engineering, and Tsun-Ying Wang, a professor of psychology. My parents had hoped that I would be born in China, but as I was born prematurely while they were visiting the United States, by accident of birth I became an American citizen. Two months after my birth we returned to China. Owing to wartime conditions I did not have a traditional education until I was twelve. 
(中譯文)我生於1936年1月27日在美國密西根州安娜堡，是家中三個小孩中的長子，父親丁觀海是一位工程學教授，母親王雋英是一位心理學教授。我的父母希望我出生在中國，但當我父母正在訪問美國的時候我提早出世了，因為這個意外的出生我成為了美國公民。我出生的兩個月後我們一家人回到了中國。由於戰時條件，我沒有接受過傳統的教育直到12歲。丁肇中. . 諾貝爾獎官方網站. Nobel Lectures. 1992  [23 May 2011]. （原始内容存档于2015-08-18）.
2. 1 2  來台求學 丁肇中與成大結下不解緣 （页面存档备份，存于） 中國時報
3. ↑  丁肇中：“興趣使我不會疲倦” （页面存档备份，存于） 人民網 環球人物
4. ↑  .   [2014-09-21]. （原始内容存档于2016-03-06）.
5. ↑  .   [2014-09-20]. （原始内容存档于2011-05-01）.
6. ↑  Samuel C.C. Ting. . The Nobel Foundation.   [20 Sep 2014]. （原始内容存档于2011-05-13）.
7. ↑  .   [2019-09-07]. （原始内容存档于2019-09-04）.
8. ↑  .   [2019-09-07]. （原始内容存档于2016-12-20）.
9. ↑  .   [2014-09-21]. （原始内容存档于2014-07-08）.
10. ↑  傑出華人系列：丁肇中「成就篇」 （页面存档备份，存于） 香港電台
11. ↑  . 《大家》. 人民网.   [2013-01-27]. （原始内容存档于2016-03-21）.
12. ↑  参观丁肇中祖居 （页面存档备份，存于） 新華博客
13. ↑  . 2014-09-30  [2014-09-30]. （原始内容存档于2014-09-30）. 丁肇中科學生涯的啼聲初試之作，便是以實驗推翻了幾個知名理論學家的想法，這讓他一直有一個信念，科學實驗的數據是最重要的參照準則。他曾經用他慣常的嘲諷態度說起理論物理學家，『我不會反對和他們吃中國飯，但是沒有興趣跟隨他們的理論做實驗。』

## 外部連結
- 麻省理工學院物理系教授介紹：丁肇中（页面存档备份，存于）
- 國立臺灣大學日式宿舍－丁觀海、丁肇中寓所—文化部文化資產局（页面存档备份，存于）